# Bound for Glory
Bound for Glory er et pay-per-view-show inden for wrestling produceret af Total Nonstop Action Wrestling. Det er ét af organisationens månedlige shows og er blevet afholdt i oktober siden 2005. Det er TNA's vigtigste pay-per-view-show og organisationens svar på WWE's WrestleMania, WCW's Starrcade og ECW's November to Remember. 
Bound for Glory 2005 blev afholdt i Orlando, Florida, hvor alle TNA's shows havde fundet sted indtil året efter, hvor Bound for Glory 2006 blev afholdt i Michigan. I 2007 blev Bound for Glory afholdt i Georgia, og showet indeholdet en main event mellem organisationens to største stjerner – Kurt Angle og Sting. Tre år i træk fra 2006 til 2008 vandt Sting VM-titlen ved Bound for Glory. I 2011 besejrede han wrestlinglegenden Hulk Hogan i hans første singlematch i TNA, mens at Kurt Angle samme aften forsvarede VM-titlen. 

## Main events
| År   | Main Event                                 | Titel                              |
| ---- | ------------------------------------------ | ---------------------------------- |
| 2005 | Jeff Jarrett vs. Rhino                     | NWA World Heavyweight Championship |
| 2006 | Jeff Jarrett vs. Sting                     | NWA World Heavyweight Championship |
| 2007 | Kurt Angle vs. Sting                       | TNA World Heavyweight Championship |
| 2008 | Samoa Joe vs. Sting                        | TNA World Heavyweight Championship |
| 2009 | A.J. Styles vs. Sting                      | TNA World Heavyweight Championship |
| 2010 | Kurt Angle vs. Jeff Hardy vs. Mr. Anderson | TNA World Heavyweight Championship |
| 2011 | Kurt Angle vs. Bobby Roode                 | TNA World Heavyweight Championship |

## Resultater

### 2005
Bound for Glory 2005 fandt sted d. 23. oktober 2005 i Orlando, Florida. 
- Samoa Joe besejrede Jushin Liger
- The Diamonds in the Rough (Simon Diamond, David Young og Elix Skipper) besejrede Apolo, Sonny Siaki og Shark Boy
- Monty Brown besejrede Lance Hoyt
- Team Canada (Bobby Roode, Eric Young og A-1) (med Coach D'Amore) besejrede The 3Live Kru (Konnan, Ron Killings og B.G. James)
- Petey Williams besejrede Chris Sabin og Matt Bentley (med Traci)
- NWA World Tag Team Championship: America's Most Wanted (Chris Harris og James Storm) besejrede The Naturals (Chase Stevens og Andy Douglas)
- Rhino besejrede Abyss (med James Mitchell), Sabu og Jeff Hardy
- TNA X Division Championship: A.J. Styles besejrede Christopher Daniels i en Iron Man Match
- Rhino besejrede Abyss, Samoa Joe, Ron Killings, Sabu, Lance Hoyt, Jeff Hardy, Monty Brown, Kip James og A.J. Styles i en 10-man Gauntlet for the Gold
- NWA World Heavyweight Championship: Rhino besejrede Jeff Jarrett (med Gail Kim)
  - Tito Ortiz var dommer i kampen.

### 2006
Bound for Glory 2006 fandt sted d. 23. oktober 2006 i Plymouth Township, Michigan. 
- Austin Starr vandt Kevin Nash Open Invitational X Division Gauntlet Battle Royal
- Team 3D (Brother Ray og Brother Devon) besejrede America's Most Wanted (Chris Harris og James Storm), The James Gang (B.G. James og Kip James) og The Naturals (Chase Stevens og ogy Douglas) i en Four Corners match
- Samoa Joe besejrede Brother Runt, Raven og Abyss (med James Mitchell) i en Monster's Ball match
  - Jake Roberts var dommer i kampen.
- Eric Young besejrede Larry Zbyszko i en Loser Gets Fired match
- TNA X Division Championship: Chris Sabin besejrede Senshi
- Christian Cage besejrede Rhino i en 8 Mile Street Fight
- NWA World Tag Team Championship: The Latin American Exchange (Homicide og Hernogez) (med Konnan) besejrede A.J. Styles og Christopher Daniels i en Six Sides of Steel cage match
- NWA World Heavyweight Championship: Sting besejrede Jeff Jarrett i en Title vs. Career match
  - Det var Stings første VM-titelsejr i TNA.
  - Kurt Angle var dommer i kampen.

### 2007
Bound for Glory 2007 fandt sted d. 14. oktober 2007 i Duluth, Georgia.
- The Latin American Xchange (Homicide og Hernogez) besejrede Triple X (Senshi og Elix Skipper)	i en Ultimate X match
- Eric Young besejrede Robert Roode, James Storm, B.G. James, Kip James, Lance Hoyt, Jimmy Rave, Chris Harris, Chris Sabin, Alex Shelley, Kaz, Petey Williams, Junior Fatu, Havok, Shark Boy og Sonjay Dutt i en Fight for the Right Reverse Battle Royal
- TNA World Tag Team Championship: A.J. Styles og Tomko besejrede Team Pacman (Ron Killings og Rasheed Lucius Creed) (med Adam Jones)
- TNA X Division Championship: Jay Lethal besejrede Christopher Daniels
- Steiner Brothers (Rick Steiner og Scott Steiner) besejrede Team 3D (Brother Ray og Brother Devon) i en Two Out of Three Falls Tables match
- TNA Women's World Championship: Gail Kim besejrede Roxxi Laveaux i en Gauntlet match
- Samoa Joe besejrede Christian Cage
- Abyss besejrede Raven, Rhino og Black Reign i en Monster's Ball match
- TNA World Heavyweight Championship: Sting besejrede Kurt Angle

### 2008
Bound for Glory IV fandt sted d. 12. oktober 2008 i Hoffman Estates, Illinois. Temasangen til showet var "Tarantula" med Smashing Pumpkins. 
- Jay Lethal besejrede Sonjay Dutt, Chris Sabin, Alex Shelley, Curry Man, Shark Boy, Super Eric, Petey Williams, Johnny Devine og Jimmy Rave i en Steel Asylum match
- O.D.B., Rhaka Khan og Rhino besejrede The Beautiful People (Angelina Love, Velvet Sky og Cute Kip) i en Six Person Intergender Tag Team Bimbo Brawl match
- TNA X Division Championship: Sheik Abdul Bashir besejrede Consequences Creed
- TNA Women's Knockout Championship: Taylor Wilde besejrede Awesome Kong (med Raisha Saeed) og Roxxi i en 3-Way Dance
- TNA World Tag Team Championship: Beer Money, Inc (Robert Roode og James Storm) (med Jacqueline) besejrede Abyss og Matt Morgan, Team 3D (Brother Ray og Brother Devon) og The Latin American Xchange (Homicide og Hernogez) i en Four Way Tag Team Monster's Ball match
  - Steve McMichael var dommer i kampen.
- Booker T (med Sharmell) besejrede Christian Cage og A.J. Styles i en 3-Way Dance
- Jeff Jarrett besejrede Kurt Angle
  - Mick Foley var dommer i kampen.
- TNA World Heavyweight Championship: Sting besejrede Samoa Joe

### 2009
Bound for Glory 2009 fandt sted d. 18. oktober 2009 i Irvine, Californien.
- TNA X Division Championship: Amazing Red (med Don West) besejrede Suicide, Daniels, Homicide, Chris Sabin og Alex Shelley i en Six Way Ultimate X match
- TNA Knockout Tag Team Championship: Taylor Wilde og Sarita besejrede The Beautiful People (Velvet Sky og Madison Rayne)
- TNA Legends Championship: Eric Young besejrede Kevin Nash og Hernogez i en Three Way match
- IWGP Tag Team Championship og TNA World Tag Team Championship: The British Invasion (Brutus Magnus og Doug Williams) og Team 3D (Brother Ray og Brother Devon) besejrede The Main Event Mafia (Booker T og Scott Steiner) og Beer Money, Inc. (Robert Roode og James Storm) i en Four Way Full Metal Mayhem Tag Team
- TNA Women's Knockout Championship: ODB besejrede Awesome Kong og Tara i en Three Way match
- Bobby Lashley besejrede Samoa Joe i en Submission match
- Abyss besejrede Mick Foley i en Monster's Ball match
- Kurt Angle besejrede Matt Morgan
- TNA World Heavyweight Championship: A.J. Styles besejrede Sting
  - Det var Stings fjerde VM-titelkamp i træk ved TNA's Bound for Glory, men første gang han ikke vandt VM-titlen.

### 2010
Bound for Glory 2010 fandt sted d. 10. oktober 2010 fra Ocean Center i Daytona Beach, Florida. Temasangen til showet var "FOL" med Smashing Pumpkins.
- TNA World Tag Team Championship: Motor City Machine Guns (Alex Shelley og Chris Sabin) besejrede Generation Me (Max og Jeremy Buck)
- TNA Women's Knockout Championship: Tara besejrede Angelina Love, Velvet Sky og Madison Rayne
  - Kampens dommer var Mickie James.
- Ink Inc. (Jesse Neal og Shannon Moore) besejrede Orlando Jordan og Eric Young
- TNA X Division Championship: Jay Lethal besejrede Douglas Williams
- Rob Van Dam besejrede Abyss i en Monster's Ball match
- Sting, Kevin Nash og D'Angelo Dinero besejrede Samoa Joe og Jeff Jarrett i en Handicap match
  - Jeff Jarrett forlod ringen og vendte dermed Samoa Joe ryggen. Sting, Nash og Dinero havde derved let ved at vinde 3-mod-1.
- EV 2.0 (Tommy Dreamer, Raven, Rhino, Sabu og Stevie Richards) (med Mick Foley) besejrede Fourtune (A.J. Styles, Kazarian, Matt Morgan, Robert Roode og James Storm) (med Ric Flair) i en Lethal Lockdown
- TNA World Heavyweight Championship: Jeff Hardy besejrede Mr. Anderson og Kurt Angle i en Three–way No Disqualification match
  - Til sidst i kampen kom Eric Bischoff ned i ringen og ville angribe Kurt Angle, men Hulk Hogan, der ellers var på sygehuset pga. en rygoperation, kom ned til ringen på krykker og stoppede ham. Bischoff tog dog krykken og gav den til Jeff Hardy, der derefter slog både Mr. Anderson og Kurt Angle i gulvet. Hardy blev dermed heel-wrestler og vandt kort efter den ledige VM-titel. Bagefter fejrede Hardy titlen med både Bischoff og Hogan, der dermed også blev heel-wrestlere.
  - På grund af nederlaget måtte Kurt Angle forlade TNA.
  - Det var første gang siden 2002, at Hulk Hogan optrådte som heel.
  - Det var Jeff Hardys fjerde VM-titel i karrieren og den første i TNA.

### 2011
Bound for Glory 2011 fandt sted d. 16. oktober 2010 fra Liacouras Center på Temple University i Philadelphia.
- TNA X Division Championship: Austin Aries besejrede Brian Kendrick
- Rob Van Dam besejrede Jerry Lynn i en full metal mayhem match
- Crimson besejrede Samoa Joe og Matt Morgan i en triple threat match
- Mr. Anderson besejrede Bully Ray i en falls count anywhere Philadelphia street fight	14:33
- TNA Women's Knockout Championship: Velvet Sky besejrede Winter, Mickie James og Madison Rayne i en four-way match
- A.J. Styles besejrede Christopher Daniels i en "I Quit" match
- Sting besejrede Hulk Hogan (med Ric Flair)
  - Det var Hogans første singlekamp i TNA og hans første nederlag i mere end otte år. Hogans seneste nederlag var i WWE i 2003.
  - Efter kampen blev Sting angrebet af Eric Bischoff og resten af Immortal. Sting tikkede Hogan om hjælp, og Hogan angreb Immortal og slog sin mangeårige forretningspartner Eric Bischoff i hovedet. Sting og Hogan forlod ringen sammen.
- TNA World Heavyweight Championship: Kurt Angle besejrede Bobby Roode